# Burrell (contea di Armstrong, Pennsylvania)
Burrell  è una township degli Stati Uniti d'America, nella contea di Armstrong nello Stato della Pennsylvania. Secondo il censimento del 2000 la popolazione è di 749 abitanti.

## Società

### Evoluzione demografica
La composizione etnica vede una prevalenza di quella bianca (99,33%), seguita da quella dei nativi americani (0,27%), dati del 2000.
| township di Burrell Popolazione |     |
| 2000                            | 749 |
| Stima al 01-07-07               | 699 |